# Новорощино
Новорощино — упразднённый посёлок находившаяся в подчинении Калининского района городского округа город Тюмень Тюменской области. В 2004 году включен в состав города и исключен из учётных данных. Данное постановление фактически узаконило решение о включении посёлка в состав города принятое в 1996 году.

## География
Посёлок располагается на северо-западе Тюмени, непосредственно примыкает к международному аэропорту «Рощино».

## Население
| 1989 | 2002  |
| ---- | ----- |
| 2909 | ↘2053 |

Национальный состав
Согласно результатам переписи 2002 года, в национальной структуре населения русские составляли 84 %